# КВВГ
КВВГ — контрольний кабель з мідними жилами з ПВХ ізоляцією в ПВХ оболонці для нерухомого приєднання до електроприладів, апаратів, зажимів електричних розподільних пристроїв з номінальною змінною напругою до 660В частотю до 100Гц або постійною напругою до 1000В.

## Застосування
Кабелі КВВГ застосовують для прокладки в приміщеннях, каналах, тунелях, в умовах агресивного середовища, при відсутності механічного впливу на кабель.
Допускається прокладка кабелів в землі (траншеях) при забезпеченні захисту кабелів в місцях виходу на поверхню.

## Технічні характеристики
- Струмопровідна жила — мідна, однопроволочна
- Ізоляція — полівінілхлоридний пластикат
- Оболонка — ПВХ пластикат
- Робоча температура навколишнього середовища — від −50 °C до +50 °C
- Тривало допустима температура нагріву жил при експлуатації — +70 °C